# Liste der denkmalgeschützten Objekte in Zákupy
Grundlage dieser Liste der denkmalgeschützten Objekte in Zákupy ist die ÚSKP-Liste (Ústřední seznam kulturních památek České republiky, deutsch Zentrale Liste der Kulturdenkmäler der Tschechischen Republik), die von der tschechischen Denkmalschutzbehörde NPÚ (Národní památkový ústav, deutsch Nationale Denkmalbehörde) seit 1987 geführt wird und an die seit dem Jahr 1850 geschaffenen Listen anschließt.

## Denkmalgeschützte Objekte in der Stadt Zákupy nach Ortsteilen

### Zákupy(Reichstadt)
Das Zentrum der Stadt ist 2003 zu einer städtischen Denkmalzone erklärt worden.
| Lage                                  | Objekt | Beschreibung | ÚSKP-Nr.                  | Bild                              |
| ------------------------------------- | --- | --- | ------------------------- | --------------------------------- |
| Zákupy, Kamenická 67 (Standort)       | Bauernhaus Nr. 67                                                                                                  | steinernes Wohnhaus, Bauernhaus an der Straßenecke Nové Zákupy und Kamenická | 33773/5-3445 Info Katalog | Bauernhaus Nr. 67                 |
| Zákupy, Borská 51 (Standort)          | Stadthaus Nr. 51                                                                                                   | Stadthaus – gegenüber der Mühle | 33758/5-3444 Info Katalog | Stadthaus Nr. 51                  |
| Zákupy, Borská 1, 3, 4 (Standort)     | Schloss Zákupy (Zámek Zákupy)                                                                                      | Schloss Zákupy mit angrenzendem Areal (Schloss, Wirtschaftsgebäude und Parkanlagen): Schloss, Brücke mit Balustrade, Brunnen, Wassergraben, Treppenhaus, Voliere, Hof, Garten, Gartenterrassen mit Wasserwerk, Brüstungsmauer mit Balustrade, Gewächshaus, Schlosspark, Vorplatz, Umfassungsmauer I und II, Tor I und II, Brunnen I, II und III und Nepomukstatue; Teile des Objekts sind als Nationales Kulturdenkmal (NKP) eingestuft. | 29607/5-3448 Info Katalog | weitere Bilder                    |
| Zákupy, Borská (Standort)             | Säule mit Statue des hl. Thaddäus                                                                                  | Statue des hl. Thaddäus im französischen Schlosspark (1707) | 39864/5-3447 Info Katalog | Säule mit Statue des hl. Thaddäus |
| Zákupy, Borská 36 (Standort)          | Stadthaus Nr. 36                                                                                                   | Stadthaus – Wohnhaus an der Ecke Gagarinova | 37946/5-3446 Info Katalog | weitere Bilder                    |
| Zákupy, náměstí Svobody (Standort)    | Säule mit Skulpturengruppe der Heiligen Dreifaltigkeit und Heiligenstatuen                                         | Dreifaltigkeitssäule (Pestsäule) auf dem Hauptplatz, errichtet 1708 von der Großherzogin Anna Maria Franziska von Toscana (1672–1741) | 41422/5-3430 Info Katalog | weitere Bilder                    |
| Zákupy, Mimoňská 243 (Standort)       | Stadthaus Nr. 243                                                                                                  | Stadthaus an der Ecke náměstí Svobody und Mimoňská | 45125/5-3431 Info Katalog | Stadthaus Nr. 243                 |
| Zákupy, Mimoňská 234 (Standort)       | Bauernhaus Nr. 234                                                                                                 | Bauerngehöft, 2015 renoviert | 21370/5-3432 Info Katalog | weitere Bilder                    |
| Zákupy, Mimoňská (Standort)           | Kirche des hl. Fabian und Sebastian (Kostel svatých Fabiána a Šebestiána)                                          | Kirche des hl. Fabian und Sebastian aus dem 16. Jahrhundert | 46904/5-3434 Info Katalog | weitere Bilder                    |
| Zákupy, Zákoutí če. 40 (Standort)     | Bauernhaus Nr. 40                                                                                                  | zweigeschossiges Holzhaus mit gemauertem Erdgeschoss, schiefer-verzierten Giebeln und Mansarddach, erbaut im 19. Jahrhundert als Gerbereiwerkstatt. | 28799/5-3443 Info Katalog | Bauernhaus Nr. 40                 |
| Zákupy, Mírové náměstí 91 (Standort)  | Stadthaus Nr. 91                                                                                                   | Stadthaus | 26804/5-3442 Info Katalog | Stadthaus Nr. 91                  |
| Zákupy, Mírové náměstí (Standort)     | Straßenbrücke mit Statuen (Klosterbrücke)                                                                          | Klosterbrücke – Straßenbrücke vor dem Kapuzinerkloster, am Rande des Hauptplatzes und der Kapuzinergasse; mit Statuen des hl. Blasius, hl. Valentin, hl. Prokop, hl. Walburga und anderen (z. T. beschädigt oder fehlend) | 17766/5-3441 Info Katalog | weitere Bilder                    |
| Zákupy, Kapucínská 90 (Standort)      | Kapuzinerkloster mit der Kirche des hl. Franz Serafin (Klášter kapucínů s kostelem svatého Františka Serafinského) | Kapuzinerkloster mit der Kirche des hl. Franz Serafin (Anlage ist baufällig) | 14769/5-3440 Info Katalog | weitere Bilder                    |
| Zákupy, Nábřežní 116 (Standort)       | Bauernhaus Nr. 116                                                                                                 | Bauernhaus am Ufer der Svitávka | 16486/5-3439 Info Katalog | Bauernhaus Nr. 116                |
| Zákupy, Mostecká (Standort)           | Straßenbrücke mit Statuen der hl. Apollonia und hl. Barbara und dem Kreuz                                          | Alte Straßenbrücke in Zákupy über die Svitávka, ergänzt mit Heiligenstatuen und einem neuen Sühnekreuz | 31746/5-3436 Info Katalog | weitere Bilder                    |
| Zákupy, Mostecká 147 (Standort)       | Bauernhaus Nr. 147                                                                                                 | Bauernhaus | 44849/5-3438 Info Katalog | Bauernhaus Nr. 147                |
| Zákupy, Mostecká (Standort)           | Annenkapelle | Annenkapelle (auch Marienkapelle) am ehem. Pestfriedhof aus dem Jahr 1680 | 27967/5-3437 Info Katalog | weitere Bilder                    |
| Zákupy, Kamenický vrch 318 (Standort) | Josefskapelle | Josefskapelle am Kamenický-Berg | 106296 Info Katalog       | weitere Bilder                    |

### Brenná (Brenn)
| Lage                     | Objekt                                                             | Beschreibung                                  | ÚSKP-Nr.                  | Bild           |
| ------------------------ | ------------------------------------------------------------------ | --------------------------------------------- | ------------------------- | -------------- |
| Brenná (Standort)        | Kirche des hl. Johannes des Täufers (Kostel svatého Jana Křtitele) | Kirche des hl. Johannes des Täufers in Brenná | 31091/5-2856 Info Katalog | weitere Bilder |
| Brenná če. 17 (Standort) | Bauernhaus Nr. 17                                                  | Bauernhaus                                    | 27742/5-2857 Info Katalog | weitere Bilder |

### Kamenice (Deutsch Kamnitz)
| Lage                   | Objekt            | Beschreibung | ÚSKP-Nr.                  | Bild              |
| ---------------------- | ----------------- | ------------ | ------------------------- | ----------------- |
| Kamenice 65 (Standort) | Bauernhaus Nr. 65 | Bauernhaus   | 19759/5-3033 Info Katalog | Bauernhaus Nr. 65 |

### Lasvice (Klemensdorf)
| Lage                      | Objekt            | Beschreibung                          | ÚSKP-Nr.                  | Bild |
| ------------------------- | ----------------- | ------------------------------------- | ------------------------- | ---- |
| Lasvice če. 17 (Standort) | Bauernhaus Nr. 17 | Bauernhaus (Denkmalschutz aufgehoben) | 16683/5-3449 Info Katalog | BW   |

### Šidlov (Schiedel)
| Lage                    | Objekt           | Beschreibung             | ÚSKP-Nr.            | Bild           |
| ----------------------- | ---------------- | ------------------------ | ------------------- | -------------- |
| Starý Šidlov (Standort) | Valentinskapelle | Kapelle des hl. Valentin | 102440 Info Katalog | weitere Bilder |